# Beitostølen Skistadion
Koordinaten: 61° 14′ 14,8″ N, 8° 54′ 51,5″ O
Das Skistadion og Lysløyper ist eine Wettkampfstätte für Biathlon und Skilanglauf in Norwegen auf dem Gebiet der Kommune Øystre Slidre, ist jedoch benannt nach dem nahegelegenen Wintersportort Beitostølen. 

## Daten

### Lage
Das Stadion befindet sich im kleinen Wintersportort Beitostølen auf dem Gebiet der Kommune Øystre Slidre im Fylke Innlandet in der Nähe des Jotunheimengebirges.
Die Anlage liegt auf einer Höhe von 820 m, der tiefste Punkt der Loipen liegt auf 760 m, der höchste auf 830 m.

### Ausstattung
Das Stadion verfügt über eine A-Lizenz der IBU, die für die Ausrichtung von Biathlon-Weltcups benötigt wird. Auf den insgesamt 12,5 km langen Loipen können alle Disziplinen im Biathlon und Skilanglauf durchgeführt werden. 
Der Schießstand verfügt über 30 weltcuptaugliche Schießbahnen, das Stadion ist mit 34 permanenten Wachshütten und Funktionsgebäuden mit einer Fläche von insgesamt 1600 m² ausgestattet.
7,5 km der Loipen können mit Kunstschnee belegt werden, um bereits vor Wintereinbruch auf Schnee trainieren zu können. Zusätzlich gibt es 6,5 km mit Flutlicht ausgestattete Loipen, die direkt bis zum Zentrum von Beitostølen reichen.
Ein Teil der Loipen sind auch asphaltiert, um sie während des Sommers für Training und Wettkämpfe nutzen zu können.

### Bau
Die Anlage wurde 2009 umfassend renoviert und modernisiert.

## Veranstaltungen

### Biathlon
Im Skistadion wurde bislang nur ein Weltcup in der Saison 2004/05 ausgerichtet. Aktuell ist Beitostølen regelmäßiger Veranstaltungsort von Rennen im Rahmen des IBU-Cups. Seit der Renovierung werden hier oft die Auftaktwettkämpfe des Winters abgehalten.